# El canto de todos
El canto de todos è un album in studio del gruppo musicale cileno Inti-Illimani, pubblicato nel 2017.

## Descrizione
Il disco è un tributo alla musicista, poetessa e pittrice cilena Violeta Parra, in occasione del centenario dalla sua nascita. Per l'occasione il gruppo ha riarrangiato alcuni suoi brani, alcuni già presenti nel repertorio del gruppo, altri mai suonati prima, interpretandoli assieme a numerosi musicisti ospiti.
Gli arrangiamenti sono stati realizzati dal direttore musicale del gruppo, Manuel Meriño, ad eccezione di Paloma ausente, arrangiata da Manuel Meriño e César Jara, e La mariposa, arrangiata da Manuel Meriño, César Jara e Inti González.
Il disco, registrato dall'ottobre 2016 al maggio 2017, è stato pubblicato lo stesso anno in formato CD e download digitale dall'etichetta discografica Producciones Artisticas Ñandú.

## Tracce
Testi e musiche di Violeta Parra.
1. Miren como sonríen (feat. Isabel Parra, Tita Parra, Roberto Márquez, Francisco Sazo) – 3:58
2. Arauco tiene una pena (feat. Silvio Rodríguez) – 4:23
3. Corazón maldito (feat. Isabel Parra) – 4:23
4. Según el favor del viento (feat. Raly Barrionuevo) – 3:27
5. Volver a los 17 (feat. Joan Manuel Serrat) – 6:14
6. Qué he sacado con quererte (feat. Mon Laferte) – 4:46
7. Paloma ausente (feat. Pablo Milanés) – 4:40
8. La mariposa / De cuerpo entero (feat. Marta Gómez) – 4:19
9. Arriba quemando el sol – 4:02
10. Una chilena en París (feat. Francesca Gagnon, Tita Parra) – 3:56
11. Según el favor del viento (reprise) (feat. Raly Barrionuevo) – 0:41

## Formazione
- Jorge Coulón - voce
- Marcelo Coulón - voce, quena, zamponas, percussioni
- Juan Flores - voce, quena, percussioni, zampoñas, cuatro venezuelano, charango
- Daniel Cantillana - voce, violino, zampoñas
- Christian González - voce, flauti, zampoñas
- César Jara - tiple, voce, chitarra, cuatro venezuelano
- Manuel Meriño - voce, chitarre, percussioni, cuatro venezuelano
- Efrén Viera - voce, percussioni, sax soprano, clarinetto
- Camilo Lema - voce, contrabbasso,

### Collaboratori
- Huaucke - copertina
- Cristian Carvacho - percussioni
- Inti González - acordeon, chitarra
- Andrés Pérez - sax tenore
- Alfredo Tauber - trombone
- Mauricio Godoy - percussioni
- Alfonso Pérez - percussioni
- Estéban Sepúlveda, Javaxa Flores, Alejandro Cárcamo, Cristian Gutiérrez - quartetto d'archi
- Mapocho Orquesta - ottoni